# فنسنت هاردينغ
فنسنت هاردينغ (بالإنجليزية: Vincent Harding)‏ هو كاتب سير ومؤرخ أمريكي، ولد في 25 يوليو 1931 في هارلم في الولايات المتحدة، وتوفي في 19 مايو 2014 في فيلادلفيا في الولايات المتحدة.

## وصلات خارجية
- فنسنت هاردينغ على موقع IMDb (الإنجليزية)